# 吹上車站 (愛知縣)
吹上車站（日语：／ Fukiage eki */?）是位在愛知縣名古屋市千種區千種通七丁目。為名古屋市營地下鐵櫻通線的車站之一。車站編號為S09。
因本站位在千種區與昭和區之區界附近，出入口分設在兩區。（3、4號出入口設在昭和區內，其餘則位在千種區。）

## 車站結構
本站為1面2線島式月台之地下車站。因櫻通線通過本站附近之名古屋高速2號東山線下方，所以月台設在地下較深之處。

### 月台配置
| 月台 | 路線   | 目的地                   |
| ---- | ------ | ------------------------ |
| 1    | 櫻通線 | 新瑞橋、德重方向         |
| 2    | 櫻通線 | 今池、名古屋、太閤通方向 |

## 相鄰車站
名古屋市營地下鐵
 櫻通線
今池（S08）－吹上（S09）－御器所（S10）

## 外部連結
- 吹上 - 名古屋市交通局]